# Семеновка (Калужская область)
Семеновка — село в Перемышльском районе Калужской области, в составе муниципального образования Сельское поселение «Деревня Песочня».

## География
Расположено в 30 километрах на восток от областного центра — города Калуги, в 1 километре к северу от федеральной автодороги Р-132 «Золотое кольцо». Рядом деревня Гриднево и эко-парк «Голицыно».

## Население
| 2002 | 2010 |
| ---- | ---- |
| 7    | ↘4   |

## История
Упоминается как сельцо Семенопское на картах и в описании Атласа Калужского наместничества, изданного в 1782 году. При формировании наместничества Семеновка была отнесена к Калужскому уезду. Тогда же село и окрестные земли принадлежали помещикам Кологривовым и Молчановым. Имелось 16 дворов да по ревизии душ — 81.

Сельцо Семеновское и деревня Ломакино Андрея Борисова сына Кологривова, Варвары Петровой дочери Молчановой, в бесспорном отводе. Сельцо на Суходоле, дом господский деревянный, деревня на правой стороне безымянного ручья, крестьяне на пашне.— Описания и алфавиты к Калужскому атласу Ч.1.
В 1858 году деревня (вл.) Семеновка 3-го стана Калужского уезда, при речке Путихе, 14 дворах и 113 жителях — по левую сторону Старо-Тульского тракта от Калуги.
К 1914 году Семеновка — деревня Лосенской волости Калужского уезда Калужской губернии. В 1913 году население 238 человек.
В годы Великой Отечественной войны деревня была оккупирована войсками Нацистской Германии с начала октября по 22 декабря 1941 года. Освобождена в ходе Калужской наступательной операции частями 50-й армии генерал-лейтенанта И. В. Болдина.

## Достопримечательности
Рядом с селом расположен «эко-клуб» — загородная база отдыха «Голицыно». Недалеко от эко-парка, в XIX веке стояло имение княгини Елизаветы Петровны Голицыной 
— Жарки, которая получила его от своей бабушки княгини Веры Фёдоровны Вяземской (урождённой Гагариной). Та же, в свою очередь, унаследовала усадьбу от отчима Петра Александровича Кологривова.